# Battle Isle
Battle Isle es un videojuego de estrategia por turnos, desarrollado en el 1990 por Byte Azul y lanzado para Amiga y MS-DOS y más tarde para Windows.

## Argumento
El juego transcurre en un planeta ficticio llamado, Chromos, cuya sociedad es tecnológicamente más avanzada que la de la Tierra contemporánea, poseyendo el conocimiento de robótica(robots), ordenadores (IAs) y vuelos espaciales (lo suficientemente avanzadas como para instalar colonias espaciales en la luna de Chromos).

## Como jugar
Las primeras tres partidas se juegan en un mapa que está formado por cuadrícula hexagonal. Los jugadores no sólo controlan las unidades de combate (que pueden ser desde infantería y tanques a helicópteros, luchadores y bombarderos, trenes blindados, barcos de guerra, submarinos y torretas automáticas), pero (especialmente en los juegos más tardíos) también hay muchas unidades de logística (munición y transporte de combustible, exploradores y radares, carreteras y vehículo dedicados a la construcción, y otros). Las unidades tienen varias armas y pueden obtener experiencia (en los últimos juegos se puede pasar la traspasar la experiencia obtenida en la campaña). El combustible y la munición son limitados, y la logística requiere estar atento. Los jugadores pueden construir edificios, donde se pueden producir o reparar unidades. Dependiendo del tiempo, afectara a la unidades de una manera u otra (por ejemplo, el mar o el río pueden congelar, e inmovilizar barcos pero dejando a las unidades ligeras moverse a través de él). La niebla de guerra prevalece y los jugadores tienen que utilizar exploradores para obtener información sobre el campo de batalla. Algunas de estas características se añadieron en expansiones.
Los jugadores tienen varias tareas, variando de eliminar todas fuerzas de adversario a capturar edificios concretos o protegiendo sitios o unidades seguros. En algunos acontecimientos de misiones de exteriores el battlefield de repente puede cambiar la situación, dando jugadores objetivos nuevos, refuerzos, aliados o enemigos. En algunos batalla  hay más de dos lados, cada cual con sus objetivos propios, no todo de ellos directamente implicados en hostilidades - algún de ellos pueden ser incluso aliados. Al mismo tiempo, aquellas lealtades pueden cambiar debido a algunos acontecimientos o acciones.
Batalla Isle uno tuvo la pantalla dividida a dos partes, uno para cada jugador. Las vueltas eran también divididas a movimiento y fases de ataque. Mientras un jugador movió sus unidades, el otro mandados sus tropas propias para llevar a cabo sus acciones. Batalla Isle 2 dio el jugador la pantalla entera, y ataque y movimiento fusionados fases, e introdujo el 3-D exhibición de combate. Batalla Isle 3 era muy similar de Batallar Isle 2, con gráfico mejorado, más unidades y un nuevos storyline. Batalla Isle: El Andosian la guerra era enteramente puesta en el 3-D entorno y combinó elementos de reales-tiempo y vuelta-basó estrategias.
El AI es relativamente débil, confiando encima concentrar agresiones frontales. Después de un jugador sobrevive el primeras pocas vueltas y el AI  los números agobiantes que utilizan terreno y artillería protegidos ventaja, el ordenador es normalmente incapaz de montar un defensa apropiado.

## Historia
Batalla Isle era primer éxito grande del byte Azul en Europa. Esté completado en 1991. Inspirado en el juego japonés Nectaris para el Motor de PC [ cita necesitada], Batalla Isle engendró numeroso añadir-ons, secuelas (la mayoría notable es Batalla Isle 2 de 1993 y Batalla Isle 3 de 1995) e imitaciones. De aquellos entre el más notable es la línea de Historia propia del byte Azul: 1914-1918 de 1993, el cual mueve la ciencia fictionish clima de Batalla Isle al tiempo de Primera Guerra Mundial. Otros incluyen los proyectos de código abierto de Campos Carmesíes y Orden Estratégica Adelantada.
Después de la liberación de Batallar Isle 2, el byte Azul decidió liberar una versión de Ventanas encima CD'. Esto sería uno  del muy primeros juegos para Ventanas (3.11/95 y NT). El programa era para ser convertido a Ventanas mientras los mapas eran para ser reemplazados con nuevos unos y un nuevos storyline era para ser escrito. El proyecto estuvo dirigido por Patric Lagny quién escribió el jugador de vídeo para Batallar Isle 2 y tuvo muchos de los artistas gráficos originales de la Batalla Isle 2 equipo. Mientras el programa era Bytes desarrollados , Azules  Departamento de Marketing sugirió para nombrar esta Batalla de producto Isle 3 en vez de marketing él como CD de Datos para Batallar Isle 2 con soporte de Ventanas. [La cita necesitada]
Encima 600,000 copias estuvieron vendidas. Dos discos de dato estuvieron liberados para Batallar Isle 1, y uno para Batallar Isle 2. Batalla Isle 3 representó la variante más desarrollada de Batalla Isle 2. Aun así, en el tardío @1990s, el byte Azul decidió que el modelo viejo era ya no suficiente y decidido para cambiar el modelo de la serie.
En julio de 1997, una entrada en la Batalla Isle la franquicia era en los trabajos por Byte Azul para el Panasonic M2, pero él nunca pasado debido a la anulación del sistema. En 1997 una Batalla nueva Isle el juego estuvo liberado como 3-D equipo táctico juego: Incubación, similar a UFO: el enemigo Desconocido y, más tarde en 2000, Batalla Isle: El Andosia Guerra qué probado a puente el vacío entre vuelta-basó estrategias y estrategias de tiempo real. Ambos títulos, mientras un poco exitosos, alienados muchos jugadores más viejos quién había venido para esperar que la Batalla Isle la marca representaría tradicional, juegos de estilo del juego de mesa.
El byte azul intentó para utilizar la Batalla Isle nombre de marca encima aun así otro juego (y género), esto cronometra un MMORPG DarkSpace, el cual para un tiempo estuvo sabido tan Batalla Isle V: DarkSpace, pero después del byte Azul estuvo comprado por Ubisoft el DarkSpace devenía un proyecto independiente.
Los primeros juegos eran disponibles para el Amiga y MS-DOS. Más tarde, Ventanas de Microsoft devenían el objetivo  para los juegos.
A 2010, there is no official Battle Series game in development.
En 2013, Stratotainment, LLC, una compañía de juego móvil poseída por Thomas Hertzler (Cofundador de Byte Azul), anunció el desarrollo y el reboot de Batallar Isle. Batalla Isle:Carrera de Umbral estuvo planificada para iOS liberación en 2013. Después de varios retrasos, el proyecto estuvo parado en septiembre de 2014.

## Recepción
En general, Battle Isle ha recibido un feedback positivo en sus reseñas. En 1992 en una encuesta de Ordenador de juegos de ficción de ciencia Gaming el mundo dio el título tres-más estrellas fuera de cinco, escribiendo que " sea "Enjoyable para el persistente gamer buscando mundos nuevos para conquistar". En 1994 una encuesta puntuó el juego de 2 sobre 5, declarando que "hay todavía muchos aspectos por mejorar".

## Cronología de la saga
- Batalla Isle (1991, Estrategia)
- Batalla Isle Disco de Dato I (1992, estrategia)
- Batalla Isle Disco de Dato II (1993, estrategia)
  - También sabido tan Batalla Isle '93 o Batallar Isle: La Luna de Chromos.
- Batalla Isle 2200 (1994, estrategia)
  - Liberado tan Batalla Isle 2 en Europa.[6]
- Batalla Isle II Disco de Dato I (1994, estrategia)
  - También sabido tan Batalla Isle II: el legado de #el @Titan o Batallar Isle II Scenery CD
- Batalla Isle 2220 - Sombra del Emperador (1995, estrategia)
  - Liberado tan Batalla Isle 3 - Sombra del Emperador en Europa.[7]
- Incubación: el tiempo está Corriendo Fuera (1997, táctica)
  - Incubación de título alemán: Batalla Isle Fase Vier, Incubación de título del Reino Unido: Batalla Isle Fase Cuatro; también sabido tan Batalla Isle 4: Incubación, Batalla Isle: Incubación, o Incubación justa.
- Incubación: El Wilderness Misiones (táctica)
  - Misiones adicionales a Incubación.
- Batalla Isle: El Andosia Guerra (2000, estrategia)
  - Batalla de título alemán Isle: Der Andosia-Konflikt; también sabido tan Batalla Isle IV: El Andosia Guerra o justo El Andosia Guerra.[8]
- Batalla Isle: Carrera de Umbral (previsto 2013 reboot, el proyecto cancelado)

## Clones
Batalla Isle ha inspirado dos código abierto libre clones:
- La orden Estratégica adelantada tiene dos modos de juego: uno muy similar de Batallar Isle y su propio, con administración más compleja de recursos.[9] Es disponible para Ventanas y Linux.[10]
- Los campos carmesíes sigue la Batalla original Isle mecánica de juego estrechamente, exceptúa que no deja para construir de edificios nuevos.[11][12] El juego es disponible en una variedad de plataformas, incluyendo Linux, Ventanas, Mac OS X, BeOS, Dreamcast y AROS. Es también ported a un número de embedded dispositivos: Agudo Zaurus, Nokia 770, Windows CE, Móvil de Windows (PC de Bolsillo), Palma OS 5, Androide, iStation V43 y GP2X.[13]

Ambos clones incluyen un editor de mapa y un convertidor que puede cargar Batalla Isle y mapas de Línea de la Historia.